# Bilimbi
El bilimbi (Averrhoa bilimbi) és un arbre que pertany al gènere Averrhoa, una espècie de planta amb flors de la família de les oxalidàcies (Oxalidaceae).
Sembla que és originari de les Moluques, es conrea o es troba en estat semi-silvestre al llarg d'Indonèsia, les Filipines, Sri Lanka, Bangladesh i Myanmar. És habitual trobar-lo en altres països del sud-est asiàtic i a l'Índia, on es troba al jardins i en estat silvestre a les regions càlides del país. Fora d'Àsia, es conrea a Zanzíbar i Jamaica, on fou introduït el 1793 des de l'illa de Timor, i des d'on es va escampar per Amèrica Central i Amèrica del Sud. També va ser introduït a Queensland (Austràlia) a finals del segle xix.

## Descripció

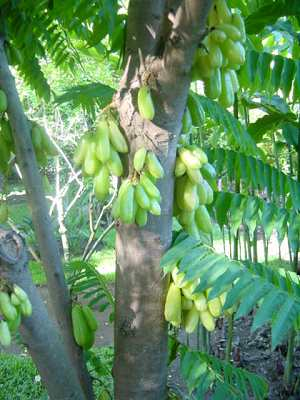
Fruits penjant de l'arbre.

Es tracta d'un arbre essencialment tropical, menys resistent al fred que el caramboler, creix millor en sòls rics i ben drenats. Prefereix una pluja regular al llarg de l'any però amb 2 ó 3 mesos secs, per això no es troba a la part més humida de Malàisia.
És un arbre que viu molts anys, arriba a fer entre 5 i 10 m d'altura, el seu tronc és curt i aviat es ramifica. Les seves fulles fan entre 30 i 60 cm de llarg, són alternes, imparipinnades amb un nombre de folíols que va d'11 a 37 i de forma ovada o oblonga.
Les flors apareixen en una panícula que surt directament del tronc i de les branques més antigues i robustes, són petites, fragants, amb cinc pètals. Són normalment de color porpra.
El fruit és de 4 a 10cm de llarg, pot ser el·lipsoïdal, ovoide o gairebé cilíndric i amb cinc cares, com el fruit del caramboler, però molt poc marcades. És de color verd clar brillant, lleugerament translúcid, i esdevé groguenc a la maduresa quan es torna tou. La pell del fruit és molt prima i la polpa, molt àcida, conté 6 o 7 llavors petites en forma de disc aplanat.

## Taxonomia
Aquesta espècie va ser publicada per primer cop l'any 1753 al primer volum de l'obra Species Plantarum del botànic suec Carl von Linné (1707-1778).

### Sinònims
Els següents noms científics són sinònims heterotípics d'Averrhoa bilimbi:
- Averrhoa abtusangulata Stokes
- Averrhoa bilimbi f. papuana R.Knuth
- Averrhoa obtusangula Stokes]

## Gastronomia

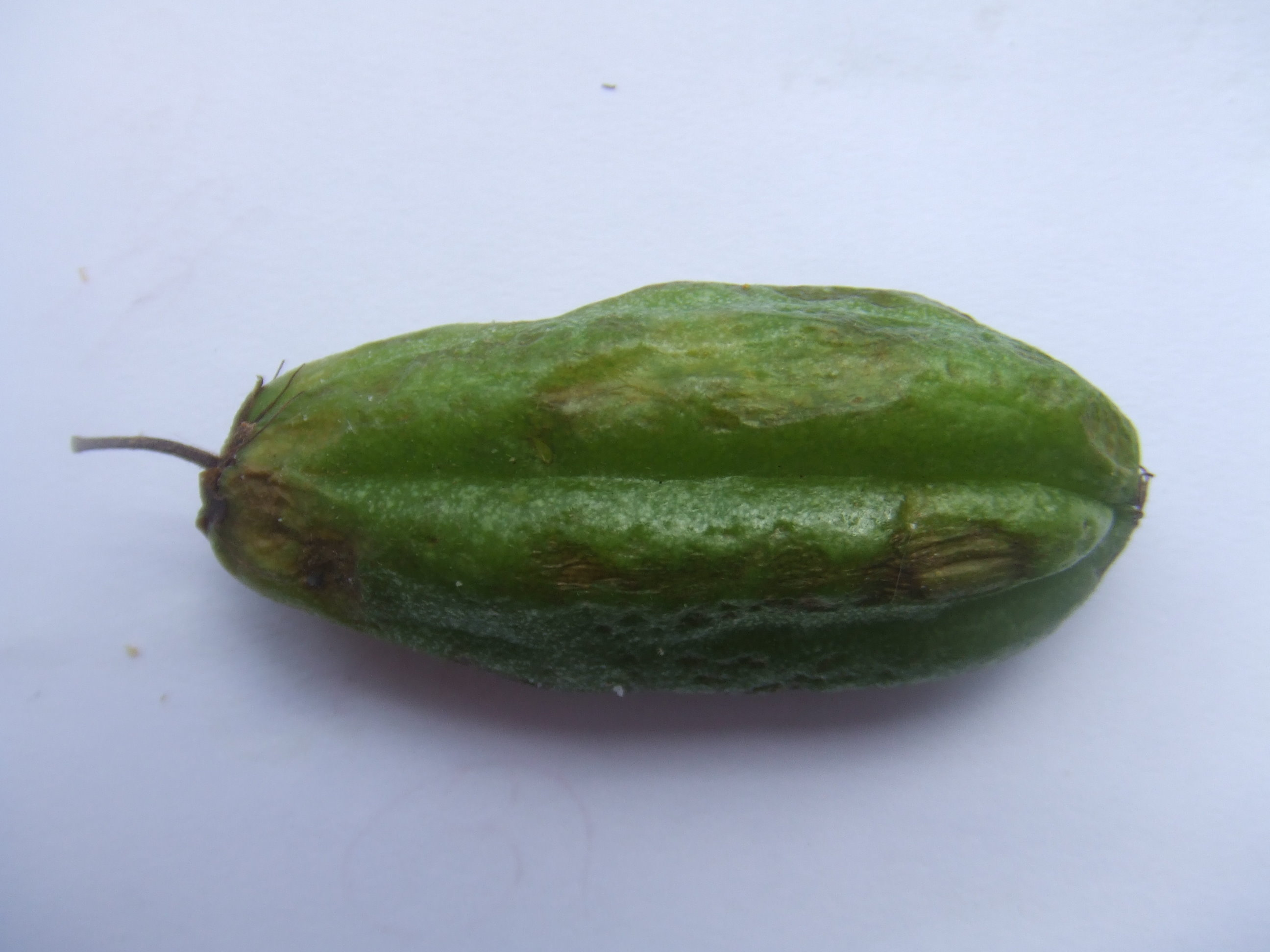
Cogombre de les Índies

El fruit és sovint anomenat cogombre de les Índies o cogombret àcid perquè té la forma i les dimensions d'un cogombret. S'utilitza cru, cuinat o confitat.
El fruit del bilimbi es pot fer servir per fer suc, acompanyar plats o com a condiment. A les Filipines és costum menjar-lo cru amb sal. S'utilitza com a ingredient a la cuina de molts països de l'Àsia tropical on es fa servir per condimentar plats com el curri o el sinigang. El sabor intensament àcid que dona fa que de vegades sigui un substitut de la polpa de tamarinde.
A Costa Rica el fruit del bilimbi guisat es menja amb arròs i mongetes. A la cuina d'Aceh es fa servir fresc i també sec (asam sunti).